# Petreyo
Juan Pérez, más conocido como Petreyo (de Petreius, su apellido latinizado) (1511 - 1544), humanista y dramaturgo en latín español.

## Biografía
Vinculado a la Universidad de Alcalá de Henares o Complutense, fue profesor de Retórica en esta institución desde 1537 durante seis años y murió con tan sólo treinta y tres. Escribió seis obras dramáticas con intención didáctica, para que sus alumnos aprendiesen bien el latín, cuatro de ellas traducciones de comedias en italiano de Ludovico Ariosto y Alessandro Piccolomini: Necromanticus, Lena, Decepti y Suppositi, impresas póstumamente por su hermano en 1574. Las otras dos son una adaptación basada en la novela de Apuleyo Las metamorfosis o El asno de oro: Chrysonia (de la que sólo se conserva el prólogo en senarios yámbicos) y Ate relegata et Minerva restituta, obra original representada ante el príncipe Felipe y cuyo argumento se funda en un conflicto histórico entre la autoridad eclesiástica (el primado de Toledo, cardenal Tavera) y el rector de la Universidad Complutense sobre cuestiones de jurisdicción académica. El autor utiliza personajes del mundo clásico como alegoría de su esperanza en que el cardenal Juan Martínez Guijarro (Siliceo) acabase con ese conflicto una vez que había sido nombrado primado de Toledo, habida cuenta de los múltiples lazos que lo unína a la Universidad.